# Graphisurus eucharis
Graphisurus eucharis är en skalbaggsart som först beskrevs av Bates 1885. Graphisurus eucharis ingår i släktet Graphisurus och familjen långhorningar.
Artens utbredningsområde är:
- Costa Rica.
- Guatemala.
- Panama.

Inga underarter finns listade i Catalogue of Life.